# Heroes and Generals
Pour les articles homonymes, voir HNG.
Heroes and Generals (HNG) était un jeu vidéo de tir à la première personne et de stratégie développé et publié par Reto-Moto le 11 juillet 2014. Il se déroule pendant la Seconde Guerre mondiale et est décrit par ses développeurs comme un « jeu massivement collaboratif ».
Les serveurs ont été clos le 25 mai 2023, mettant un point final à l'aventure du jeu.

## Système de jeu
La partie principale du jeu est un FPS en équipe, mais liée à un monde persistant. Dans la partie stratégique du jeu, le général de chaque équipe peut déplacer son armée sur une carte de l'Europe (via des ordres envoyés à son équipe) ; quand deux équipes de joueurs se rencontrent, ils s'affrontent comme dans un FPS classique.
Il y a trois modes de jeu pour la partie FPS du jeu : Assaut, Escarmouche et Confrontation.
Le mode Assaut est un attaque/défense où l'objectif de l'équipe offensive est de capturer deux ou trois (selon la carte) points de contrôles principaux, que l'équipe défensive doit défendre. L'équipe offensive gagne si elle capture tous les points de contrôles principaux, tandis que l'équipe défensive peut gagner soit en préservant un certain temps tous ses points de contrôles, soit en capturant tous les points de contrôles de l'équipe offensive.
En Escarmouche, deux équipes s'affrontent pour contrôler trois points de contrôles (01, 02 et 03). Lorsqu'une équipe tient un point, une barre en haut de l'écran se remplit progressivement pour cette équipe. Plus les points de contrôles sont occupés, plus vite la barre se remplira. Le jeu se termine quand une équipe réussit à contrôler plusieurs points de contrôles pendant assez longtemps.
Le mode de jeu Confrontation est une version simplifiée de l'escarmouche, conçue pour les nouveaux joueurs, mais disponible pour tous. Comme en escarmouche, une équipe gagne quand elle a conservé des points de contrôles suffisamment longtemps pour remplir une barre en haut de l'écran, mais il n'y a qu'un seul point de contrôle. Cela permet aux nouveaux joueurs d'avoir une idée du jeu.
Le jeu inclut des avions et des véhicules terrestres de la Seconde Guerre mondiale. Les unités d'infanterie sont également un aspect essentiel du gameplay. Les décisions prises par les officiers lors des campagnes affectent le soutien, les renforts et la logistique de la partie. Le jeu propose une variété de terrains, aussi bien des champs et des campagnes que des villes.

## Caractéristiques
L'utilisation d'une végétation importante permet aux joueurs de se dissimuler dans la brousse et les hautes herbes, afin par exemple de ne pas être repérés par des tireurs embusqués. Il y a aussi des véhicules comme des tanks, des avions...

## Développement
Heroes & Generals WWII a été développé en utilisant le moteur 3D de Reto-Moto, appelé « Retox ». Le développement suit un modèle appelé User Driven Development, dont le principe est de s'appuyer sur les retours des utilisateurs au fur et à mesure du développement afin d'améliorer la version finale. Le jeu a été officiellement lancé, tout en continuant à être développé, en septembre 2016.

## Projet non officiel
Après une période d'inactivité, plusieurs groupes indépendants ont commencé à redévelopper différentes versions du jeu. En décembre 2024, ils ont publié la version restaurée de 2014 de Heroes & Generals, la rendant jouable pour tous. Parallèlement, une édition de 2017 est déjà en développement avancé, et des plans sont en cours pour une version à long terme de 2023. Le projet est principalement coordonné via Discord, avec des mises à jour supplémentaires partagées sur Reddit.